# Historia de Chittagong

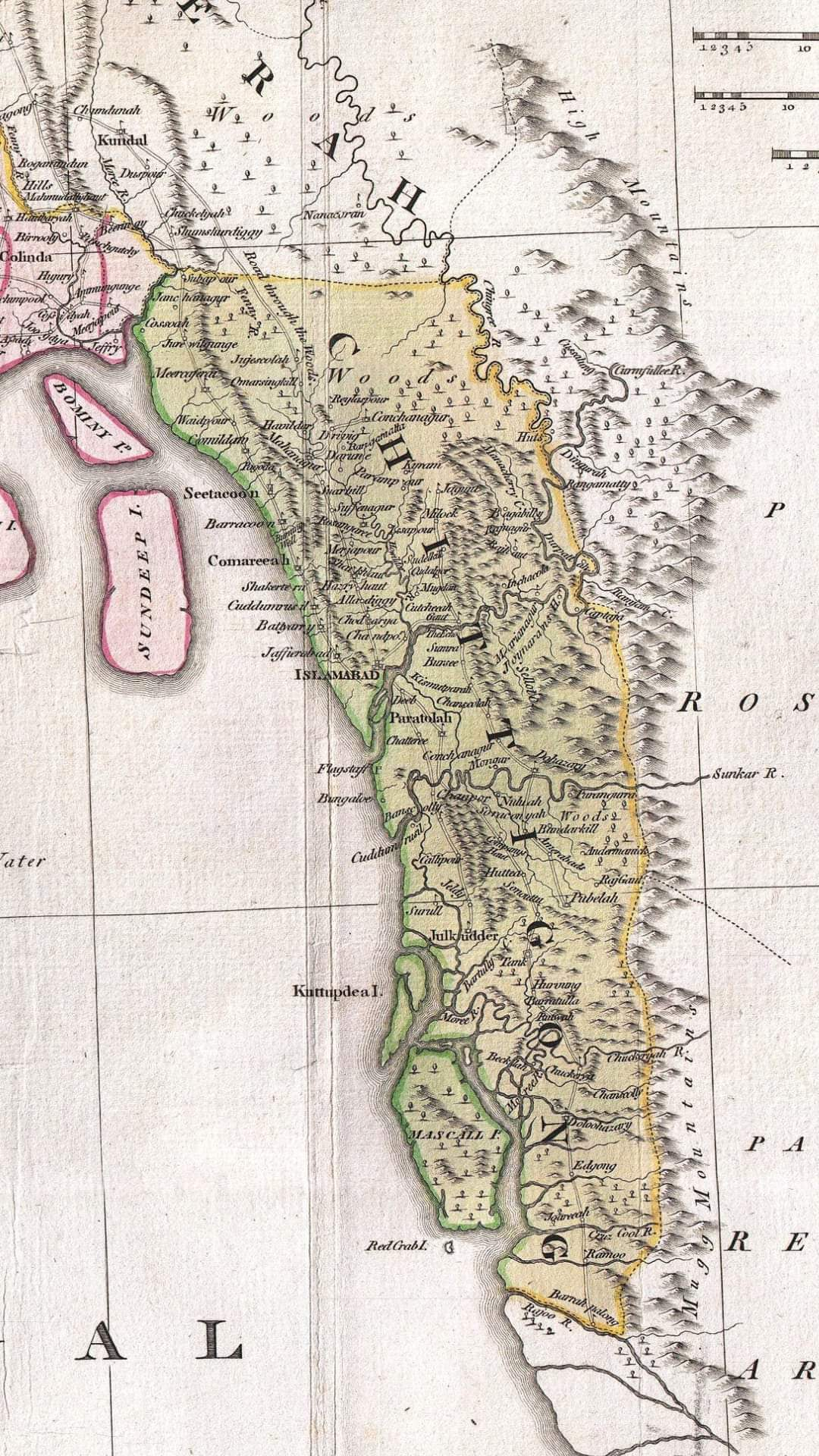
Mapa británico del año 1776 en donde muestra el área del Gobierno de Chittagong. En esa época, el nombre Chittagong no era común en los documentos oficiales. Su nombre era Islamabad, que fue fundado por el gobernante mogol Shaista Khan en el año 1666. Chatigaon se llamaba localmente Atpaude en Islamabad. Los británicos adoptaron este nombre. La pronunciación sánscrita de Chattigaon es Chittagong. Muchos todavía llaman a Chittagong como Chatgaon. Forma santa de Chatgaon - Chattala.

La Historia de Chittagong o también denominado como "Chattogram" se centra tradicionalmente en torno a su puerto marítimo, que existe desde el siglo IV pues es uno de los puertos naturales más antiguos del mundo que funcionó durante siglos, ya que cabe mencionar que Chittagong apareció inclusive en antiguos mapas griegos y romanos, así como también en el mapa mundial de Ptolomeo. En la actualidad, el puerto marítimo natural de Chittagong es el más antiguo, el más grande y el más activo de toda la Bahía de Bengala y el cual se encuentra ubicado en el ramal sur de la Ruta de la Seda. 
A lo largo de la historia, la ciudad formó parte de los antiguos reinos budistas independientes de Bengala, como Samatata y Harikela. Más tarde cayó bajo el dominio del Imperio Gupta, el Reino de Gauda, el Imperio Pala, la Dinastía Sena, la Dinastía Deva y el reino arakanés de Waithali. Los árabes musulmanes comerciaron con el puerto desde el siglo IX. El historiador Lama Taranath opina que el rey budista Gopichandra tenía a la ciudad de Chittagong como su principal capital durante el siglo X. Según la tradición tibetana, este siglo marcó el nacimiento del budismo tántrico en la región. La región ha sido explorada por numerosos viajeros históricos, sobre todo por Ibn Battuta de Marruecos que la visitó en el siglo XIV. Durante este tiempo, la región fue conquistada por Fakhruddin Mubarak Shah siendo incorporada al Sultanato independiente de Sonargaon en el año 1340. Más adelante, el sultán de Bengala Ghiyasuddin Azam Shah construyó una carretera desde la ciudad de Chittagong hasta la ciudad de Chandpur además de ordenar la construcción de muchas mezquitas y tumbas lujosas. Después de la derrota del último sultán bengalí Ghiyasuddin Mahmud Shah a manos de Sher Shah Suri en 1538, el reino arakanés de Mrauk U logró recuperar la ciudad de Chittagong. A partir de este momento y hasta su conquista por el Imperio mogol, la región estuvo bajo el control de los piratas portugueses y de los marmas (un nombre notorio para Arakanese) durante 128 años.
En el año 1666, el comandante mogol Shaista Khan junto a sus hijos Buzurg Umed Khan y Farhad Khan, conquistaron la ciudad de Chittagong expulsando de esa manera a los arakaneses y a la vez estableciendo un gobierno mogol en el lugar. Después de la expulsión de los arakaneses, Islamabad, como se conoció la zona, dio grandes pasos en el progreso económico. Esto se puede atribuir principalmente a un sistema eficiente de concesiones de tierras a diwans o faujdars seleccionados para despejar áreas masivas del interior y comenzar el cultivo. Los mogoles, al igual que los afganos que llegaron antes, también construyeron mezquitas que contribuyeron en gran medida a la arquitectura de la zona. Lo que hoy se llama Chittagong también comenzó a tener conexiones mejoradas con el resto del Subá mogol de Bengala. Posteriormente, la ciudad sería ocupada brevemente por las tropas birmanas en 1824 durante la primera guerra anglo-birmana y los británicos se volvieron cada vez más activos en la región la cual cayó finalmente bajo el dominio del Imperio británico. La gente de Chittagong hizo varios intentos de independizarse de los británicos, en particular el 18 de noviembre de 1857 cuando las 2.ª, 3.ª y 4.ª compañía pertenecientes al 34to Regimiento de Infantería de Bengala, que estaban acantonadas en la ciudad de Chittagong, decidieron rebelarse y liberar a todos los prisioneros de la cárcel, sin embargo fueron reprimidas por los exploradores Kuki y la Infantería Ligera Sylhet (10º Rifles Gurkha).
Chittagong creció a principios del siglo XX tras la partición de Bengala y la creación de la provincia de Bengala Oriental y Assam. La construcción del Ferrocarril de Assam Bengala a Chittagong facilitó un mayor desarrollo del crecimiento económico en la ciudad. Sin embargo, los movimientos revolucionarios y de oposición crecieron durante este tiempo. Mucha gente en Chittagong apoyó los movimientos Khilafat y de No Cooperación.

## Nomenclatura
Existen múltiples hipótesis en competencia sobre cómo evolucionó el nombre "Chittagong". Una de estas hipótesis afirma que la forma original del nombre era "Chattagram" o "Chatigrama" el donde "chati" significa "lámpara" (de tierra)', mientras que "grama" es un término que se traduce comúnmente como "pueblo". Por variación lingüística local se convirtió en "chita-gnao". Aquí 'gnao' con 'g' nasal significa 'gram' o pueblo. Según los dichos locales, los primeros asentamientos históricos de la región solían fabricar y suministrar lámparas de barro, por ejemplo, para tribunales y universidades. Otras posibles fuentes históricas del nombre incluyen Tsit-Ta-Gung (inscripción arakanesa), Shwet Gang (que significa "mar blanco") y "Chaityagrama".

## Periodo antiguo
Los fósiles y herramientas desenterradas en la región pertenecientes a la Edad de Piedra indican que la ciudad de Chittagong pudo haber estado habitada desde el Neolítico. Es una antigua ciudad portuaria, con una historia registrada que data desde el siglo VI a. C.. Su puerto fue mencionado en el Mapamundi de Ptolomeo en el siglo II como uno de los puertos más impresionantes de Oriente.. La región era parte de los antiguos reinos bengalí Samatata y Harikela. La dinastía Chandra una vez dominó el área, y fue seguida por la dinastía Varman, el Reino de Gauda, el Imperio Pala, la Dinastía Sena y la Dinastía Deva. El viajero y monje budista chino Xuanzang, quien viajó por la India durante el siglo VII, describió el área de lo que hoy es Chittagong como "una bella durmiente que surge de la niebla y el agua".

## Periodo altomedieval
A partir del siglo IX, los musulmanes árabes (y más tarde los persas) empezaron a frecuentar el puerto de  Chittagong con el objetivo de comerciar sus productos. En el año 1154, Muhammad al-Idrisi ya mencionaba una ruta de navegación muy transitada entre la ciudad de Basora y Chittagong, que la conectaba con la capital abasí de Bagdad. Muchos misioneros sufíes se establecieron en Chittagong y jugaron un papel fundamental en la expansión del Islam. Los primeros colonos persas también llegaron con fines comerciales y religiosos. Cabe mencionar que los persas y otros pueblos iranios cambiaron profundamente la historia del Sultanato de Bengala, siendo el idioma persa uno de los idiomas principales del estado musulmán, además de influir en el dialecto chittagoniano y en la escritura de guiones. Se ha afirmado que gran parte de la población musulmana en Chittagong son descendientes de los colonos árabes y persas.
El sultán de Bengala, Fakhruddin Mubarak Shah, invadió partes del Reino de Tripura y conquistó Chittagong en 1340. Varios santos sufíes bajo Badruddin Allama (Badr Pir) lo acompañaron. El sultán anexó la región al Sultanato de Bengala como mulk (provincia). Un santo sufí llamado Shayda fue designado para gobernar Chittagong. El área se convirtió en la principal puerta de entrada marítima al Sultanato, que tenía fama de ser uno de los estados más ricos del subcontinente. El Chittagong medieval fue un centro para el comercio marítimo con China, Sumatra, Maldivas, Sri Lanka, el Sudoeste de Asia y el África Oriental. Durante esta época, la ciudad fue notable por sus comercios medievales en perlas, seda, muselina, arroz, lingotes, caballos y pólvora. El puerto de Chittagong también fue un importante centro de construcción naval.
El viajero y explorador marroquí Ibn Battuta visitó la ciudad portuaria en el año 1345. El veneciano Niccolò de' Conti también la visitó casi al mismo tiempo que Battuta. La flota del tesoro del almirante chino Zheng He ancló en Chittagong durante las misiones imperiales al Sultanato de Bengala.
Dhanya Manikya (r. 1463 a 1515) expandió el dominio territorial del Reino de Twipra hasta el este de Bengala, que incluía partes de las actuales Chittagong, Daca y Sylhet. Cabe mencionar que la ciudad de Chittagong ocupó un lugar destacado en la historia militar del Sultanato de Bengala, incluso durante la Reconquista de Arakan y la Guerra del Sultanato de Bengala-Reino de Mrauk U de 1512-1516.
Durante el reinado del sultán Alauddin Husain Shah, Paragal Khan fue designado Lashkar (comandante militar) de Chittagong. Después de la guerra del Sultanato de Bengala-Reino de Mrauk U de 1512-1516, Paragal también fue nombrado gobernador de Chittagong. Luego fue sucedido por su hijo, Chhuti Khan.
El sultán Ghiyasuddin Mahmud Shah otorgó el permiso para que se estableciera el asentamiento portugués en Chittagong en 1528 convirtiendo esta manera a Chittagong como el primer enclave colonial europeo en Bengala. Tiempo después, el Sultanato de Bengala perdió el control de Chittagong en 1531 después de que Arakan declarara su independencia y estableciera el Reino de Mrauk U. Este paisaje geopolítico alterado permitió a los portugueses el control sin trabas de Chittagong durante más de un siglo.

## Época portuguesa

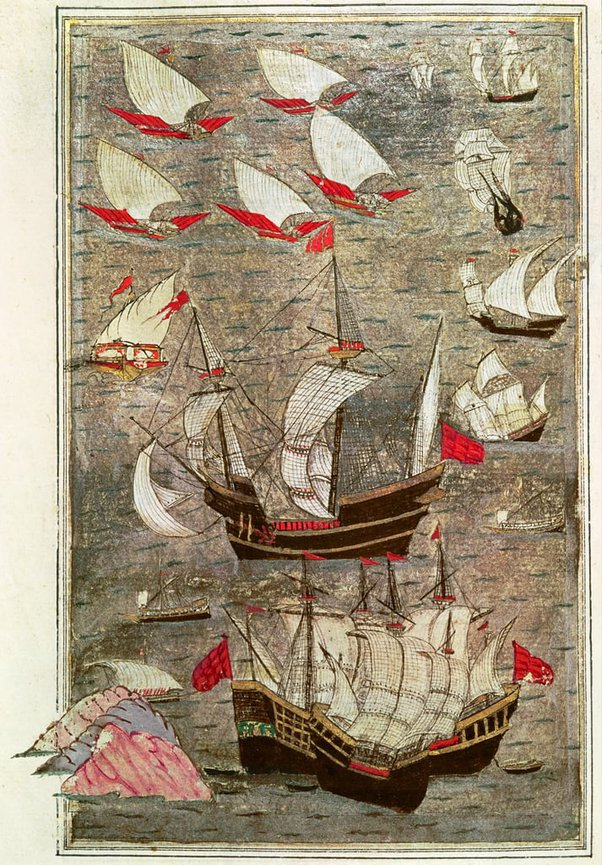
La antigua industria de la construcción naval en el Puerto de Chittagong proveyó toda la flota de buques de guerra de los sultanes otomanos durante el Siglo XVII.

Los barcos portugueses de Goa y Malaca comenzaron a frecuentar la ciudad portuaria en a partir del siglo XVI. Se introdujo el sistema "cartaz" y requería que todos los barcos en el área compraran licencias comerciales navales del asentamiento portugués. El comercio de esclavos y la piratería florecieron. La cercana isla de Sandwip fue conquistada en 1602. En 1615, la Armada Portuguesa derrotó a una flota conjunta de la Compañía Holandesa de las Indias Orientales y Arakanese cerca de la costa de Chittagong.
En 1666, el gobierno mogol de Bengala dirigido por el virrey Shaista Khan tomó medidas para recuperar Chittagong del control portugués y arakanés. Lanzaron la conquista mogol de Chittagong. Los mogoles atacaron a los arakaneses desde la jungla con un ejército de 6.500 efectivos, que fue apoyado además por 288 barcos de guerra mogoles que bloqueaban el puerto de Chittagong. Después de tres días de batalla, los arakaneses se rindieron. Los mogoles expulsaron a los portugueses de Chittagong. El gobierno de Mogol marcó el comienzo de una nueva era en la historia del territorio de Chittagong en la orilla occidental de Kashyapnadi (río Kaladan). La ciudad portuaria pasó a llamarse Islamabad. El Grand Trunk Road lo conectó con el norte de la India y Asia Central. El crecimiento económico aumentó debido a un sistema eficiente de concesiones de tierras para despejar las tierras del interior para el cultivo. Los mogoles también contribuyeron a la arquitectura del área, incluida la construcción de Fort Ander y muchas mezquitas. Chittagong se integró en la próspera gran economía bengalí, que también incluía Orissa y Bihar. La construcción naval aumentó bajo el dominio mogol y los sultanes del Imperio Otomano hicieron construir muchos buques de guerra otomanos en Chittagong durante este período.

### Asentamientos portugueses
Lopo Soares de Albergaria, el tercer gobernador de la India Portuguesa, envió una flota de cuatro barcos comandados por João da Silveira, quien después de saquear barcos de Bengala, ancló en Chittagong el 9 de mayo de 1518. Silveira partió hacia Ceilán después.
En octubre de 1521, dos misiones portuguesas separadas fueron a la corte del sultán Nasiruddin Nasrat Shah para establecer relaciones diplomáticas con Bengala. Uno fue dirigido por el explorador Rafael Perestrello y otro por el capitán Lopo de Brito. El representante de Brito, Goncalo Tavares, obtuvo un acuerdo libre de impuestos para el comercio en Bengala para los comerciantes portugueses. Las dos embajadas portuguesas, ambas reclamando estatus oficial, crearon confusión y llevaron a una pelea entre ellas en Chittagong.
El asentamiento portugués se convirtió en la principal manzana de la discordia entre el Imperio mogol, el Reino de Mrauk U, el Imperio birmano y el Reino de Tripura. Según una nota de 1567 de Caesar Federeci, cada año treinta o treinta y cinco barcos anclaban en el Puerto de Chittagong.
Finalmente, la conquista mogol de Chittagong en el año 1666 puso fin al dominio portugués de más de 130 años en la ciudad. Cabe resaltar que a principios del siglo XVIII, los asentamientos portugueses estaban ubicados en Dianga, Feringhee Bazar en el distrito de Chittagong y en el distrito municipal de Jamal Khan en Chittagong.